# 워라쳇 파키랏
워라쳇 파키랏(태국어: วรเจตน์ ภาคีรัตน์, 1969년 8월 8일 ~ )은 탐마삿 대학교 법학부 부교수 이자, 탐마삿 대학교 법학부 학자 단체인 니띠랏(태국어: นิติราษฎร์)의 회원이다.

## 생애
워라쳇 파키랏은 태국 아유타야에서 4명의 형제자매 사이에서 태어났다.